# آشفورد (ویرجینیای غربی)
آشفورد (به انگلیسی: Ashford) یک منطقهٔ مسکونی در ایالات متحده آمریکا است که در شهرستان بونی، ویرجینیای غربی واقع شده‌است.